# Giovanni Borgonovo
Pour les articles homonymes, voir Borgonovo.
Giovanni Borgonovo (Milan, 26 juin 1881 - Milan, 21 juillet 1975) est un peintre italien, qui a été  actif dans sa ville natale au XXe siècle.

## Biographie
Borgonovo est né à Milan, ont assisté à l'Académie des beaux-arts de Brera, où il est devenu un professeur. Parmi ses élèves, le peintre milanais Adriano Gajoni, qu'il a décrit comme son meilleur élève.
Et cela, au musée à Milan, Pinacoteca Ambrosiana.